# 城代町 (名古屋市)
城代町（じょうだいちょう）は、愛知県名古屋市中区の地名。

## 歴史

### 町名の由来
城代の同心の居住地であったことに由来する。

### 沿革
- 1871年（明治4年）9月29日 - 城代町となる[1]。
- 1878年（明治11年）12月20日 - 一部が富岡町・花園町・東角町・若松町に編入される[1]。
- 1889年（明治22年）10月1日 - 名古屋市成立に伴い、同市城代町となる[5]。
- 1908年（明治41年）4月1日 - 中区成立に伴い、同区城代町となる[1]。
- 1969年（昭和44年）10月21日 - 住居表示実施に伴い、大須一丁目および同二丁目に編入され消滅[1]。